# (73634) 5077 T-3
5077 تي-3 (ويعرف أيضًا باسم (73634) 5077 تي-3 وفق تسمية الكوكب الصغير) (بالإنجليزية: 5077 T-3)‏ هو كويكب ضمن حزام الكويكبات؛ وترتيبه 73634 من حيث الاكتشاف.
اكتُشف هذا الجُرم الفلكي بواسطة إنغريد فان هوتين-جرونفيلد في 16 أكتوبر 1977.

## وصلات خارجية
- (73634) 5077 T-3 في قاعدة بيانات مختبر الدفع النفاث لأجرام النظام الشمسي الصغيرة

- الاكتشاف · مخطط المدار ·  العناصر المدارية · المعلمات المادية

- (73634) 5077 T-3 على موقع ويكي سكاي: DSS2, SDSS, GALEX, IRAS, Hydrogen α, X-Ray, Astrophoto, Sky Map, Articles and images